# Міжнародний фестиваль манго
Міжнародний фестиваль манго — фестиваль, що проводиться в Делі у червні. Вперше був проведений у 1987 році. Тут виставляються близько 550 сортів манго, що звозяться з цілого ряду штатів Північної Індії.
| Прапор Індії | Це незавершена стаття про Індію. Ви можете допомогти проєкту, виправивши або дописавши її. |